# Alleniella urnigera
Alleniella urnigera là một loài rêu trong họ Neckeraceae. Loài này được (Müll. Hal.) S. Olsson, Enroth & D. Quandt mô tả khoa học đầu tiên năm 2011.